# Pana-vision
«Pana-vision» — четвертий сингл англійського рок-гурту The Smile, випущений 3 квітня 2022 року. Він увійшов до їхнього дебютного альбому A Light for Attracting Attention.

## Музичне відео
Анімаційна візуалізація режисерки Сабріни Ніколс, з використанням зображень художника Radiohead Стенлі Донвуда, була випущена одночасно з синглом. Журналістка з Mxdwn.com Лорен Флойд назвала відео «кінематографічним», зазначивши, що воно має «драматично витягнуті та розтягнуті форми та фігури … паралельно з повітряним фальцетом Йорка».
20 липня 2022 року сцена з фінальної серії британського телесеріалу Гострі картузи, в якій трьома місяцями раніше було повністю використано трек «Pana-vision», була завантажена як окремий live-action кліп на пісню. Режисером кліпу став режисер серіалу Ентоні Бірн.

## Відгуки
«Pana-vision» отримав схвальні відгуки. Тайлер Голсен з журналу Far Out йому їй 7,2 бали з 10, назвавши найбільш «туманним треком» Smile, і порівняв її з саундтреками Джонні Ґрінвуда. Loudwire сказав, що «кінематографічна» назва відповідає «мальовничому фортепіанному дослідженню». Рецензент Uproxx Адріан Спінеллі назвав пісню «виразно зловісною» і сказав, що фортепіано «кидає виклик вашому розуму, щоб зрозуміти, як пісня повинна змусити вас почуватися». Клебер Факкі з Música Instântanea порівняв пісню з альбомом Radiohead 2016 року A Moon Shaped Pool.

## Використання у медіа
«Pana-vision» було використано в епізоді Гострих картузів «Lock and Key», який став фіналом серіалу. В епізоді також прозвучала «That's How Horses Are», сольна пісня Йорка.

## Трек-лист
| #  | Назва                                     | Тривалість |
| -- | ----------------------------------------- | ---------- |
| 1. | «Pana-vision»                             | 4:08       |
| 2. | «Skrting on the Surface»                  | 5:31       |
| 3. | «The Smoke»                               | 3:39       |
| 4. | «You Will Never Work in Television Again» | 2:48       |

## Персоналії
Credits adapted from album liner notes.
The Smile
- Том Йорк — вокал, піаніно
- Джонні Ґрінвуд — бас
- Том Скіннер — барабани

Продакшн
- Найджел Ґодріч

Додаткові музиканти
- Лондонський сучасний оркестр